# الكسندر مكلارين
الكسندر مكلارين هو سياسي كندي، ولد في 10 ديسمبر 1859 في Tyendinaga, Ontario ‏ في كندا، وتوفي في 2 يوليو 1916 في بيلفي في كندا. نشط حزبياً في Patrons of Industry ‏. وقد انتخب عضو برلمان مقاطعة أونتاريو ‏.